# Cantó d'Athis-de-l'Orne
El cantó d'Athis-de-l'Orne és un cantó francès del departament de l'Orne, situat al districte d'Argentan. Té 15 municipis i el cap es Athis-de-l'Orne.

## Municipis
- Athis-de-l'Orne
- Berjou
- Bréel
- Cahan
- La Carneille
- Durcet
- La Lande-Saint-Siméon
- Ménil-Hubert-sur-Orne
- Notre-Dame-du-Rocher
- Ronfeugerai
- Sainte-Honorine-la-Chardonne
- Saint-Pierre-du-Regard
- Ségrie-Fontaine
- Taillebois
- Les Tourailles

## Història
| Data d'elecció                           | Identitat       | Partit           | Qualitat |
| ---------------------------------------- | --------------- | ---------------- | -------- |
| 1945-197.                                | M. Lefébure     | Divers droite    |          |
| 197.-1982                                | M. Pichard      | Divers droite    |          |
| 1982-2008                                | Maurice Duron   | UDF, després UMP |          |
| 2008-                                    | Philippe Senaux | UMP              |          |
| les dades anteriors no són pas conegudes |                 |                  |          |
|                                          |                 |                  |          |

## Demografia
| A partir de 1990: Població sense dobles comptes |